# Smudsomslag
Smudsomslaget på en bog er det løse omslag, der med to flapper lægges om permer og ryg for at beskytte bogbindet. Det er ofte illustreret og kan være med tekst om bogens indhold og forfatter.
Da brugte bøger med perfekt bevarede smudsomslag kan opnå en betragtelig merpris, findes der også gennemsigtige plastomslag til at beskytte selve smudsomslaget.
Et tidligt eksempel på et løst omslag fra omkring 1830 blev fundet hos Bodleian Library i en samling ikke-katalogiserede småtryk fra en erhvervelse i 1892.